# Мукаддима
Мукаддима, також відома як Мукаддима Ібн Халдуна ( араб. مقدّمة ابن خلدون   ) або Пролегомена Ібн Халдуна ( дав.-гр. Προλεγόμενα   ), це книга, написана арабським істориком Ібн Халдуном в 1377 році, яка фіксує ранні погляди на всесвітню історію . Деякі сучасні мислителі розглядають її як першу роботу, що стосується соціальних наук, соціології,   демографії,  та історії культури .  Мукаддима окрім цього торкається тем ісламської теології, історіографії,  філософії історії,  економіки,   політичної теорії та екології.   Її також називають попередником або раннім представником соціального дарвінізму  та дарвінізму в цілому.  
Ібн Халдун написав цю роботу в 1377 році як вступну главу і першу книгу запланованої ним праці зі світової історії, Кітабу л-ʻібар ("Книга уроків"; повна назва: Кітабу л-ʻібарі ва Дівані л-Мубтада 'вал- Барабар фі аямі л-ʻараб вал-ʿаджям вал-барбар, ваман ʻАсарахум мін Даві ш-Шалтані л-Акбар, тобто: "Книга уроків, запис початків та подій в історії арабів та іноземців та берберів та їх могутніх сучасників"), але вже за його життя її почали розглядати як окрему роботу.

## Зміст
Ібн Халдун розпочинає Мукаддиму з ретельної критики помилок, яких регулярно припускались його колеги-історики, та труднощів, які чекають на історика в його роботі. Він виділяє сім критичних тез:
Усі записи за своєю суттю можуть бути помилковими. . .
1. . . . Сліпа довіра до принципу чи думки. . .
2. . . . Надмірна впевненість у своїх джерелах. . .
3. . . . Незрозуміння того, що було задумано. . .
4. . . . Помилкова віра в правду. . .
5. . . . Неможливість розмістити подію в її реальному контексті
6. . . . Загальне бажання здобути прихильність вищих чинів, вихваляючи їх та поширюючи їх славу. . .
7. . . . Найголовнішим є незнання законів, що регулюють перетворення людського суспільства.

Щодо сьомого пункту (незнання соціальних законів) Ібн Халдун викладає свою теорію людського суспільства в Мукаддимі .
Саті 'аль-Гусрі припускав, що "Мукаддима" Ібн Халдуна за своєю сутністю є соціологічною роботою, окреслюючи своїми шістьма книгами загальну соціологію; соціологію політики; соціологію міського життя; соціологію економіки; і соціологію знань.

### Науковий метод
Ібн Халдун часто критикував "марновірство та некритичне прийняття історичних даних". В результаті він представив науковий метод у соціальних науках, який вважався чимось «новим для його епохи», і згодом часто називав його своєю «новою наукою» та розробив для нього власну нову термінологію.

## Соціологія

### Асабійя
Концепція "Асабійя" (арабською : "трибалізм, кланізм, комунітаризм", або в сучасному контексті "націоналізм") є одним з найбільш відомих аспектів Мукаддими . Коли Асабійя занепадає, на його місце може прийти інший більш вагомий Асабійя; таким чином, цивілізації піднімаються і падають, і історія описує ці цикли Асабійї, коли вони розгортаються. 
Ібн Халдун стверджує, що кожна династія має в собі насіння власного занепаду. Він пояснює, що владні роди, як правило, виникають на периферіях великих імперій і використовують єдність, яку проявляють ці території, на свою користь, щоб принести зміни у владу. Оскільки нові правителі закріплюються в центрі своєї імперії, вони стають дедалі більш розслабленими та більше зацікавленими у підтримці свого способу життя. Таким чином, нова династія може виникнути на периферії їхнього контролю та змінити правителя, починаючи цикл заново.

## Економіка

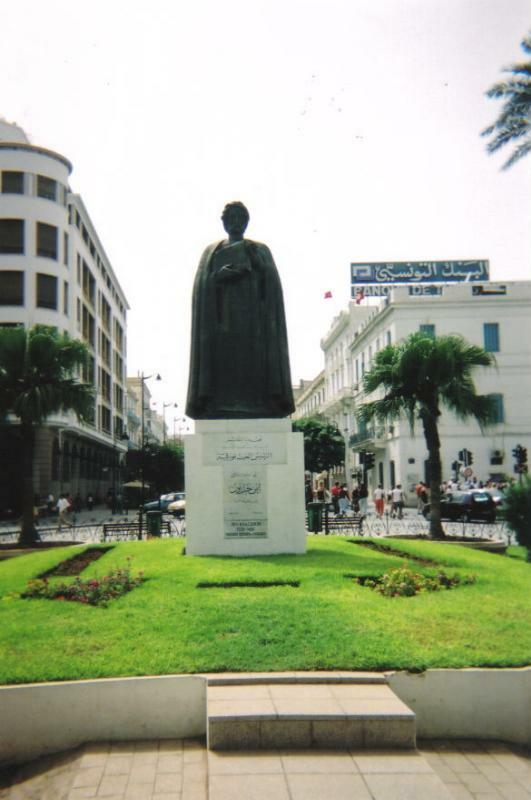
Статуя Ібн Халдуна в Тунісі

Ібн Халдун писав про економічну та політичну теорію в Мукаддимі, пов'язуючи свої думки щодо Асабійї з поділом праці: чим більшою є соціальна згуртованість, тим складнішим може бути поділ, тим більшим є економічне зростання.

Ібн Халдун зазначав, що зростання і розвиток позитивно стимулюють як попит, так і пропозицію, а сили попиту і пропозиції є чинниками, що визначають ціни на товари. Він також описував макроекономічні сили, що впливають на зростання населення, розвиток людського капіталу та вплив технологічного розвитку. Ібн Халдун вважав, що приріст населення є функцією багатства. 
Він розумів, що гроші служать мірою вартості, засобом обміну та зберігачем вартості, хоча він і не усвідомлював, що вартість золота та срібла змінюється залежно від сил попиту та пропозиції.  Ібн Халдун також розробив концепцію трудової теорії вартості . Він описав працю як джерело вартості, необхідного для заробітку та накопичення капіталу, очевидних у випадку ремісництва. Він стверджував, що навіть якщо заробіток "є результатом чогось іншого, ніж ремесло, вартість отриманого прибутку та надбаного (капіталу) повинна (також) містити вартість праці, за допомогою якої вона була отримана. Без робочої сили її не було б надбано" 
Його теорію Асабії часто порівнювали з сучасною кейнсіанською економікою, при тому що теорія Ібн Халдуна чітко вміщувала концепцію мультиплікатора. Однак, суттєва відмінність полягає в тому, що тоді як для Джона Кейнса в економічній депресії винна більша схильність середнього класу до економії, для Ібн Халдуна це урядова схильність заощаджувати у моменти, коли інвестиційні можливості не компенсують уповільнення, що призводить до сукупного попиту . 
Інша сучасна економічна теорія, передбачена Ібн Халдуном, - це економіка пропозиції.  Він "стверджував, що високі податки часто були фактором, що призводив до краху імперій, в результаті того, що менші доходи збирались за рахунок високих ставок". 

### Крива Лаффера
Ібн Халдун ввів концепцію, відому в наш час як крива Лаффера, згідно з якою збільшення податкових ставок спочатку збільшує податкові надходження, проте врешті-решт спричиняє зменшення податкових надходжень. Це відбувається, оскільки занадто висока ставка податку знеохочує виробників.
Ібн Халдун використовував діалектичний підхід для опису соціологічних наслідків вибору системи оподаткування (який зараз є частиною теорії економіки).
Аналіз Халдуна дуже схожий на сучасну економічну концепцію під назвою крива Лаффера. Лаффер ніколи не претендував на винайдення цієї концепції, зазначаючи, що ця ідея була присутня в роботах Ібн Халдуна та Джона Мейнарда Кейнса . 

## Історіографія
Мукаддима також вважається основою для шкіл історіографії, історії культури та філософії історії .  Мукаддима також заклала основу для спостереження за роллю держави, комунікації, пропаганди та похибки вимірювання в історії. 

### Історичний метод
Мукаддима стверджує, що історія є філософською наукою, й історики повинні намагатися спростувати історичні міфи.  Ібн Халдун підійшов до минулого як до чогось чужого і такого, що потребує тлумачення. Ібн Халдун часто критикував "пусте марновірство та некритичне прийняття історичних даних". В результаті він ввів у вивчення історії науковий метод.

### Філософія історії
Ібн Халдун вважається піонером філософії історії .  Давуд пише про Мукаддиму :
Її можна вважати найранішою спробою, здійсненою істориком аби відкрити взаємозалежність у змінах, що виникають в політичній та соціальній організації людей. Раціональна у своїх підходах, аналітична у своїх методах, енциклопедична у деталях, вона представляє практично повне віддалення від традиційної історіографії, відкидаючи загальноприйнті концепції та кліше, та шукаючи за межами звичайних хронік подій, пояснення та філософію історії.

### Системна упередженість
Мукаддима підкреслює роль системного упередження у впливі на стандарт доказів. Халдун був стурбований ефектом від підвищення стандарту доказів, коли йому доводилось мати справу з незручними твердженнями, і його послаблення, коли справа стосувалась тверджень, які здавались обґрунтованими чи комфортними. Він був юристом й іноді неохоче брав участь у рішеннях, які, на його думку, були результатом примусу, на основі аргументів, які він не вважав раціональними. Окрім аль-Макрізі (1364–1442),  цілеспрямована спроба Ібн Халдуна систематично вивчати та враховувати упередження у створенні історії не зустрінеться знову, аж до Георга Гегеля, Карла Маркса та Фрідріха Ніцше в Німеччині XIX століття, а також Арнольда Дж. Тойнбі, британського історика XX століття.
Ібн Халдун також досліджує, чому впродовж історії для істориків було звичним сенсаціювати історичні події і, зокрема, перебільшувати числові вираження:

### Військова історія
Мукаддима критикує деякі описи історичних битв, які видаються перебільшеними, і враховує військову логістику, аналізуючи чисельність історичних армій, про які повідомлялося в попередніх джерелах. У «Вступі до Мукаддими» Ібн Халдун спрямовує цю критику на адресу відомих істориків, таких як Аль-Масуді :11 якого сьогодні вважають «Геродотом арабів»  і якого сам Ібн Халдун розглядав як одного з найвідоміших істориків аж до свого часу.  :5-6
Як приклад Ібн Халдун зазначає, що Аль-Масуді та інші історики повідомляли, що Мойсей нараховував ізраїльську армію як 600 000 і більше солдатів. Ібн Халдун критикує Аль-Масуді за те, що він не врахував певну логістику, ставлячи під сумнів, чи могли би Єгипет та Сирія вмістити таку кількість солдатів, та чи армія такого розміру змогла б здійснювати марші або воювати як організована одиниця. Він зазначає, що вся доступна територія була б занадто малою для такої великої армії, і стверджує, що якби "вона була в бойовому шикуванні, вона б розтягнулась" в кілька разів "за межі поля зору ". Він також ставить під сумнів, як дві такі сторони могли б "битися між собою, або як одна бойова формація могла б здобути перевагу, коли один фланг не знає, що робить інший фланг", і що скоординований бойовий рух у такій великій групі "навряд чи був би можливим". Він стверджує, що "ситуація в наші дні свідчить про правильність цього твердження", оскільки "минуле нагадує майбутнє більше, ніж одна крапля води іншу". Згодом він порівнює її з Перською Сасанідською імперією, зазначаючи, що вона була набагато більшою, ніж Ізраїльське царство, і тим не менше чисельність військ Сасанідської імперії в битві при Аль-Кадісії складала не більше 120 000 воїнів (посилаючись на історика VIII століття Сайфа ібн Умара). Мукаддима стверджує, що якби ізраїльтяни дійсно мали таку численну армію, масштаби їхньої імперії були б набагато більшими, оскільки "розмір адміністративних одиниць та провінцій під певною династією прямо пропорційний розміру її війська та груп, які підтримують династію".:11-14
Мукаддима також зазначає, що Мойсей жив лише кілька поколінь після Якова, засновника ізраїльських племен, згідно з генеалогією племені левітів, як це описує Аль-Масуді. Ібн Халдун стверджує, що "малоймовірно, щоб нащадки однієї людини могли розділитись на таку кількість упродовж чотирьох поколінь". Він запевняє, що на думку євреїв нереально великий приріст населення Ізраїлю протягом кількох поколінь був можливим, оскільки це було диво Господнє, твердження, яке Ібн Халдун не відкидав цілковито. Він вважає таке диво малоймовірним, проте, схоже, допускає таку можливість. :14

## Ісламська теологія
Мукаддима містить дискусії з ісламського богослов'я, які показують, що Ібн Халдун був послідовником ортодоксальної школи ашарі, сунітської ісламської думки і прихильником релігійних поглядів Аль-Газалі . Він також критикував неоплатонізм, зокрема його уявлення про ієрархію буття .
Мукаддима охоплює історичний розвиток Каламу і різні школи ісламської думки, зокрема Мутазілі і Ашарі. Ібн Халдун, будучи послідовником школи Ашарі, критикує погляди школи Мутазілі і базує свою критику на поглядах Абу аль-Хасана аль-Ашарі, якого він описує як "посередника між різними підходами в Каламі". Ібн Халдун також висвітлює історичний розвиток ісламської логіки в контексті теології, оскільки він розглядав логіку як категорію, відмінну від ранньої ісламської філософії і вважав, що філософія повинна залишатися осторонь від теології. Книга також містить коментарі до віршів з Корану . 

### Ісламська психологія
В ісламській психології Ібн Халдун писав таке про тлумачення снів :
Часто ми теоретизуємо про існування вищого духовного світу та сутностей, які він містить, з видінь та речей, які ми не усвідомлювали, коли ми пробуджені, але які ми однак бачимо уві сні, і які узгоджуються з реальністю. Таким чином, ми знаємо що такі сни правдиві і приходять зі світу правди. "Пантеличні сни" натомість є лише портретами нашої уяви, які зберігаються всередині завдяки сприйняттю.:338

### Наука хадису
Ібн Халдун обговорював науку хадису. Він не погоджувався з використанням розуму при оцінці хадисів, стверджуючи, що "в них немає місця розуму, за винятком того, що інтелект може бути використаний у зв'язку з ними аби пов'язати деталі з основними принципами".  :562
На підставі Сахіху аль-Бухарі Мукаддима також стверджує, що, незважаючи на ісламське переконання, що Тору було видозмінено євреями, мусульмани не повинні ні вірити, ні не вірити історичним твердженням щодо Тори, які висували євреї та християни, особливо щодо дивовижних подій.
Розенталь, однак, коментує це, кажучи, що він не впевнений, на який саме звичай посилається Ібн Халдун, відзначаючи, що аль-Бухарі, безперечно, вірив у зміну Тори євреями, припускаючи, що Ібн Халдун мав на увазі часто цитовану традицію, що мусульмани не повинні ні вірити, ні не вірити таким заявам євреїв та християн.  :878

### Шаріат та фікх
Ібн Халдун був ісламським правознавцем і обговорював теми шаріату (ісламське право) та фікху (ісламська юриспруденція) у Мукаддимі. Ібн Халдун писав, що "юриспруденція - це знання про класифікацію законів Божих". Щодо юриспруденції, він визнавав неминучість змін у всіх аспектах спільноти.
Далі Ібн Халдун детальніше описав фікхську юриспруденцію як "знання Божих правил, які стосуються дій осіб, які зобов'язані підкорятися закону, поважаючи те, що вимагається (ваджиб), забороняється (харам), рекомендується (мандуб), не схвалюється (макрух) або просто дозволяється (мубах)". 

## Природничі науки

### Біологія
Деякі твердження Ібн Халдуна, на думку певних коментаторів, передбачають біологічну теорію еволюції.  Ібн Халдун стверджував, що люди розвинулися із "світу мавп", в процесі, в якому "види стають все більш численними". 
Ібн Халдун вважав, що люди є найбільш розвиненою формою тварин, оскільки вони мають здатність міркувати.
Його еволюційні ідеї схожі на ті, що містяться в Енциклопедії братів чистоти. Ібн Халдун також був прихильником географічного детермінізму. Він вважав, що чорна шкіра, традиції та звичаї жителів Субсахарської Африки зумовлені спекотним кліматом регіону - теорією, яка, на думку Розенталя, могла бути під впливом грецьких географічних ідей, викладених у Тетрабіблосі Птолемея.  Ібн Халдун розглядав хамітську теорію, в якій сини Хама стали чорними внаслідок прокляття від Бога, як міф. 

### Алхімія
Ібн Халдун був критиком практикування алхімії . Мукаддима обговорює історію алхімії, погляди таких алхіміків, як Джабір ібн Хаян, і теорії трансмутації металів та еліксиру життя. Одна з глав книги містить систематичне спростування алхімії на соціальних,  наукових, філософських та релігійних засадах. 
Він починає своє спростування з соціальних мотивів, аргументуючи це тим, що багато алхіміків не здатні заробляти на життя і в кінцевому підсумку "втрачають свій авторитет через безперспективність їхніх спроб",  і заявляє, що якщо трансмутація була б можливою, то непропорційний ріст золота і срібла "зробило б транзакції марними і суперечило б божественній мудрості". Він стверджує, що деякі алхіміки вдаються до шахрайства або відкрито, наносячи тонкий шар золота поверх срібних прикрас, або таємно застосовуючи штучну процедуру покриття побіленої міді сублімованою ртуттю .
Ібн Халдун стверджує, що більшість алхіміків чесні і вірять, що трансмутація металів можлива, але він вважає, що трансмутація є неправдоподібною теорією, оскільки до цього дня не було успішних спроб. Він закінчує свої аргументи переглядом своєї позиції: "Алхімії можна досягти лише за допомогою психічних впливів (бі-та'тірат аль-нуфус ). Надзвичайні речі - це або дива, або чаклунство... Вони необмежені; ніхто не може претендувати на володіння ними." 

## Політична теорія
У вступних зауваженнях до Мукаддими Ібн Халдун погоджується з класичним республіканством з Арістотелевої позиції, що людина є політичною за своєю природою, і що взаємозалежність людини створює необхідність політичного співтовариства . Проте він стверджує, що людям і племенам потрібно захищатися від потенційних нападів, і таким чином формуються політичні спільноти. Клей, який утримує такі племена разом і в кінцевому підсумку формує "королівську владу" або державу, на думку Ібн Халдуна, є асабійя. Він стверджує, що найкращим типом політичної спільноти є халіфат або ісламська держава, і стверджує, що неоплатоністські політичні теорії Аль-Фарабі та Ібн-Сіни та "досконала держава" (Мадінату л-Фахіла) марні, оскільки Божий Законшаріату, було явлено з урахуванням суспільних інтересів та потойбічного життя. Другою за досконалістю державою, як стверджує Ібн Халдун, - є держава, заснована на справедливості та врахуванні суспільного добробуту в цьому житті, але не заснована на релігійному законі і тому не корисна для потойбічного життя. Ібн Халдун називає цю державу карною. Однак найгірший тип держави, на думку Ібн Халдуна, - це тиранія, в якій уряд узурпує права власності та править з несправедливістю по відношенню до прав людей. Він стверджує, що якщо неможливо, щоб правителя одночасно любили і боялись, тоді краще аби його любили, оскільки страх створює багато негативних наслідків для населення держави.
Ібн Халдун пише, що цивілізації мають тривалість життя, як окремі люди, і що кожна держава врешті-решт впаде, оскільки постійна розкіш відволікає їх, і зрештою уряд починає перенавантажувати громадян податками і провадить несправедливість проти прав власності, а "несправедливість руйнує цивілізацію". У підсумку, після падіння однієї династії або королівської влади, вона змінюється іншою у безперервному циклі.
Британський філософ-антрополог Ернест Ґеллнер вважав визначення уряду Ібн Халдуна "інституцією, яка запобігає несправедливості, крім такої, яку вона здійснює власноруч", найкращим в історії політичної філософії . 

## Оцінка різних цивілізацій
Обговорюючи свою "нову науку", яка тепер пов'язана з соціальними науками, Ібн Халдун заявляє, що жоден інший автор до нього, наскільки йому було відомо, не писав про неї. Однак він усвідомлював, що багато знань про минуле було втрачено, і, отже, існувала імовірність, що хтось міг його випередити, однак їхня робота не збереглася.
Ібн Халдун характеризував Арістотеля як "Першого вчителя", оскільки він "вдосконалив методи логіки та систематизував її проблеми та деталі".  :39, 383

### Арабська та перська цивілізації
Ібн Халдун чітко розмежовує два типи арабських народів : тих, що мають етнічне арабське походження, та етнічно неарабське населення, яке є арабським за мовою . Він ніколи не називає цю остаточну групу арабами, а натомість посилається на них за їхньою етнічною приналежністю або місцями походження (тобто "Перси" або "жителі Єгипту").  :433
Ібн Халдун присвячує значну кількість сторінок завоюванням Північної Африки та конфліктам між берберськими мешканцями регіону та новими арабськими переселенцями. На думку вченого Абдельмаджида Ханнума, описи Ібн Халдуна щодо відмінностей між берберами та арабами мали на увазі лише конкретні епохи, і були неправильно перекладені Вільямом Макґакіном де Слейном як більш загальну "расову ідеологію, яка виділяє арабів і берберів окремо і в опозиції". 
Частина змісту книги також пов'язана з "Хадисами персів і віруванням".
Він знову використовує термін "араб" для позначення етнічних арабів Аравійського півострову, та "аджам" - для неарабів загалом, хоча він часто посилається на іранські народи з осілої перської культури на іранському плато . Ібн Халдун вивів різницю між арабізацією в мовному відношенні та арабізацією в культурі. Культурна арабізація для нього означала прийняття племінного, бедуїнського та пустельного способу життя і була протилежною осілій міській культурі, яка за своєю суттю була неарабською. У своїй роботі він зазначає, що араби під час ранньої експансії мусульман справді були деарабізовані і певною мірою прийняли перську та грецьку осілу культуру. Також зауважимо, що в середньовічній ісламській літературі існували два регіони, відомі як Ірак: іраксько-арабський та перський Ірак . Перський Ірак, згаданий Ібн Халдуном, - це історичний Ірак-е-Аджам (перський Ірак), який становить трикутник Ісфахан, Шираз і Хамадан .
Однак Ібн Халдун зазначає, що до його часу вивчення науки в перській культурі занепало і з часом було витіснено культурою Єгипту Мамлюцького султанату.

### Єврейська цивілізація
Мукаддима описує євреїв як народ, який не розглядає священну війну як релігійний обов'язок, і вважає, що від них "лише вимагається розповсюдити свою релігію серед власного народу". Ібн Халдун припускає, що саме тому євреї спочатку не відчували потреби в царській владі після часів Мойсея та Ісуса Навина, які керували успішним завоюванням Ханаану в традиційному переказі. Згодом він описує об’єднане царство Саула, Давида та Соломона, а також два царства Самарії та Юдеї.  :183-184

### Субсахарська Африка
Ібн Халдун стверджує, що Імперія Гани була найбільшою "нацією чорношкірих" в очах арабських купців у Західному Сахелі після ранніх мусульманських завоювань Африки.  Столиця імперії описується як одне з найбільших і найбільш густонаселених міст світу.
Автор заявляє, що жителі Гани були або "знищені, або змішані з іншими чорними народами". Він припускає зв'язок між занепадом Гани та піднесенням династії Альморавідів, стверджуючи, що Альморавіди вторглися на територію імперії і "змусили їх прийняти релігійну магометан". Багато сучасних істориків ставлять під сумнів традиційне арабське тлумачення вторгнення в Гану   і натомість заявляють, що ймовірне вторгнення, швидше за все, було радше поєднанням тиску Альморавідів та внутрішньої боротьби. 
Мукаддима також описує деякі культури, що населяють землі на південь від Сахелю, іноді расово стереотипною мовою, що не було незвичним у регіональних працях того часу. 
У розділі книги про Східну Африку описано географію землі Нубія. Ібн Халдун відзначає розташування міста Донгола на захід від річки Ніл та описує вплив порогів Нілу на регіональну торгівлю. Він стверджує, що вантажі з човнів, що йдуть з півдня, повинні бути зняті з кораблів і перевезені в'ючними тваринами до Асуану .  :102
Ібн Халдун писав, що "негритянські нації, як правило, піддаються рабству, оскільки (негри) мають мало того, що є (по суті) людиною, і мають властивості, які цілком схожі на властивості німих тварин, як ми вже заявляли".  :117

## Зовнішні посилання
- Повний текст Мукаддими [Архівовано 21 грудня 2017 у Wayback Machine.]
- Копія арабського рукопису на Галліці. [Архівовано 3 травня 2021 у Wayback Machine.] BNF.fr [Архівовано 3 травня 2021 у Wayback Machine.]
- Друковане видання Мукаддима, 1900 рік
- Друковане видання Мукаддима, 1900 рік
- Друковане видання Мукаддима, 1904 рік